# 나탈리아 파르티카
나탈리아 도로타 파르티카(Natalia Dorota Partyka, 1989년 7월 27일~)는 폴란드의 탁구 선수이다. 태어날 때부터 오른손과 오른쪽 전완이 없으며, 장애인 대회와 비장애인 대회를 모두 참가한다.

## 경력
11세일 때 역대 최연소로 2000년 하계 패럴림픽에 참가했다. 2004년 하계 패럴림픽 때 금메달 하나와 은메달 하나를 땄다. 2008년 올림픽과 패럴림픽에 동시에 참가한 이후로, 2012·2016·2020 올림픽과 패럴림픽에 동시 참가했다. 2020년 하계 패럴림픽에서 동메달을 땄다.

## 같이 보기
- 패럴림픽과 올림픽에 모두 참가한 선수 목록